# Alfatar
Alfatar (Bulgaars: Алфатар) is een stadje in de oblast  Silistra in het noordoosten van Bulgarije, 18 kilometer ten zuiden van de stad  Silistra en 349 kilometer ten noordoosten van de hoofdstad Sofia. Het is de hoofdplaats van de gelijknamige gemeente Alfatar. De gemeente Alfatar bestaat naast de stad Alfatar uit zes dorpen: Alekovo,  Bistra, Tsjoekovets, Koetlovitsa, Tsar Asen en Vasil Levski.

## Demografie
Op 31 december 2019 had de stad Alfatar zo’n 1.382 inwoners, waarmee het een van de kleinste nederzettingen met een stadsstatus in Bulgarije is. De gemeente Alfatar telde in dezelfde periode 2.638 inwoners. Net als veel andere Bulgaarse plattelandsgemeenten heeft ook Alfatar te kampen met een dramatische bevolkingskrimp (zie: onderstaand tabel). De gemiddelde leeftijd van de bevolking bedroeg op 1 februari 2011 ongeveer 55,8 jaar. 
| stad Alfatar     | 4.120 | 4.358 | 4.042 | 3.648 | 3.250 | 2.901 | 2.468 | 2.122 | 1.633 | 1.382 |
| gemeente Alfatar | 9.061 | 9.440 | 9.131 | 7.804 | 6.373 | 5.481 | 4.630 | 3.990 | 3.036 | 2.638 |

#### Bevolkingssamenstelling
Uit de telling van 2011 bleek dat de bevolking van de stad Alfatar nagenoeg uitsluitend uit etnische Bulgaren (~99,5%) bestond. De gemeente Alfatar heeft echter een gemengdere bevolkingssamenstelling met Bulgaren (±73,6%), Bulgaarse Turken (±15,1%) en Roma (±11,0%). De Turken woonden vooral in het dorp Tsjoekovets, terwijl de Roma een meerderheid in het dorp Bistra vormden.
| Alfatar          | 99,5% | 0,2%  | -     | 0,1% |
| Alekovo          | 74,7% | -     | 23,6% | 1,7% |
| Bistra           | -     | 37,6% | 55,6% | 6,8% |
| Koetlovitsa      | 98,4% | -     | -     | 1,6% |
| Tsar Asen        | 86,3% | 10,5% | -     | 3,2% |
| Tsjoekovets      | -     | 99,6% | -     | 0,4% |
| Vasil Levski     | 92,0% | 8,0%  | -     | -    |
| gemeente Alfatar | 73,6% | 15,1% | 11,0% | 0,3% |

#### Religie
Bij de volkstelling van 1 februari 2011 was het invullen van een geloofsovertuiging optioneel. Van de 3.036 mensen die werden geregistreerd bij de volkstelling van 2011 kozen 399 personen (13,1%) ervoor om hun religieuze overtuiging niet te specificeren. Een ruime meerderheid was lid van de Bulgaars-Orthodoxe Kerk (68,8%), gevolgd door een significant percentage moslims (20,2%).
|                              | Aantal | Percentage (%) | Percentage (%) |
| 6192                         | Totaal | Respondenten   |                |
| ---------------------------- | ------ | -------------- | -------------- |
| Bulgaars-Orthodoxe Kerk      | 1814   | 59,75          | 68,79          |
| Katholieke Kerk in Bulgarije | -      | -              | -              |
| Protestantisme               | 3      | 0,10           | 0,11           |
| Islam                        | 533    | 17,56          | 20,21          |
| Overig                       | -      | -              | -              |
| Onkerkelijk                  | 129    | 4,25           | 4,89           |
| Geen antwoord                | 155    | 5,11           | 5,88           |
| Onbekend                     | 399    | 13,14          | -              |

Bestuurlijk centrum: Silistra
 Alfatar · Doelovo · Glavinitsa · Kaïnardzja · Silistra · Sitovo · Toetrakan